# NXT TakeOver: Brooklyn III
NXT TakeOver: Brooklyn III was een professioneel worstelshow en WWE Network evenement dat georganiseerd werd door WWE voor hun NXT brand. Het was de 16e editie van NXT TakeOver en vond plaats op 19 augustus 2017 in het Barclays Center in Brooklyn, New York. Dit is het derde ondersteuningsevenement voor de 2017 editie van SummerSlam. NXT TakeOVer: Brooklyn III is de derde evenement onder de TakeOver: Brooklyn chronologie.

## Matches
| Nr. | Match | Winnaar(s)            | Opmerkingen                                                                    | Bron  |
| --- | --- | --------------------- | ------------------------------------------------------------------------------ | ----- |
| 1N  | Peyton Royce (met Billie Kay) vs. Sarah Logan                                                                                         | Peyton Royce          | Eén-op-één match. Opgenomen voor een toekomende aflevering van NXT.            | [ 2 ] |
| 2N  | Pete Dunne & Wolfgang vs. Moustache Mountain (Tyler Bate & Trent Seven)                                                               | Pete Dunne & Wolfgang | Tag team match. Opgenomen voor een toekomende aflevering van NXT.              | [ 2 ] |
| 3   | Andrade "Cien" Almas (met Zelina Vega) vs. Johnny Gargano                                                                             | Andrade "Cien" Almas  | Eén-op-één match.                                                              | [ 3 ] |
| 4   | Sanity (Alexander Wolfe & Eric Young) (met Killian Dain & Nikki Cross) vs. The Authors of Pain (Akam & Rezar) (c) (met Paul Ellering) | Sanity (nc)           | Tag team match voor het NXT Tag Team Championship.                             | [ 3 ] |
| 5   | Aleister Black vs. Hideo Itami | Aleister Black        | Eén-op-één match.                                                              | [ 3 ] |
| 6   | Asuka (c) vs. Ember Moon | Asuka                 | Eén-op-één match voor het NXT Women's Championship. Asuka won door submission. | [ 3 ] |
| 7   | Drew McIntyre vs. Bobby Roode (c) | Drew McIntyre (nc)    | Eén-op-één match voor het NXT Championship.                                    | [ 3 ] |